# 黃德濂
黃德濂（1786年—1849年），字劭懷，號惺溪、一都。湖南省長沙府安化縣（今屬益陽市）龍塘人，清朝政治人物、翰林。

## 經歷
嘉慶十八年（1813年）舉人。
嘉慶二十二年（1817年）丁丑科第三甲第四十七名同進士出身。選翰林院庶吉士。
二十四年（1819年）：閏四月散館，授檢討。
道光二年（1823年）：翰林院檢討。改官河南道監察御史。
- 上任御史不久，就彈劾了貪官數人。

六年（1826年）：掌四川道監察御史。
- 此時用兵西北回亂，急需軍餉，吏部、戶部決議擴大推行捐納，在常例之外增添滿漢廕生世職以及中央官、外任官各正途出身的子孫弟姪都能捐資授官。十月，黃德濂條列疏陳捐納的容易滋生流弊[1]，奏摺遞入後部議將黃德濂降級調職，但道光帝認為黃德濂剛正直言，留任原官。

七年（1827年）：掌四川道監察御史。
- 二月，條列奏陳漕糧由通州到大通橋、由大通橋入糧倉，請飭倉場嚴密稽查、革除積弊[2]。

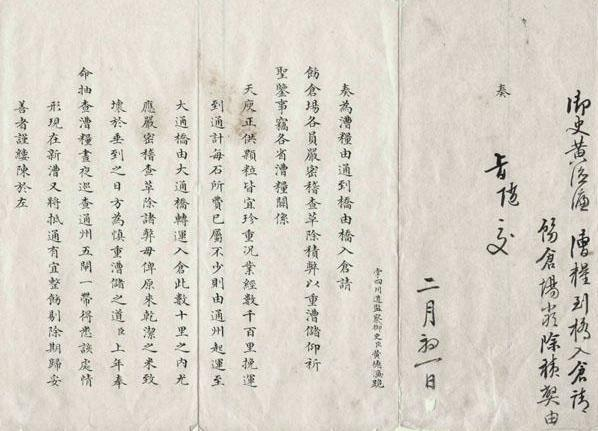
奏為漕糧由通到橋入倉請飭倉場各員嚴密稽查革除積弊事

八年（1828年）：掌四川道監察御史，充巡視北城巡城御史。十一月授山西朔平府知府。
- 朔平接鄰邊疆，居民習慣山林、原野的農牧生活。黃德濂興建學校、禮遇士人，文風逐漸興盛。
- 奸吏李朝陽玩弄文字、擾亂法紀、收受賄賂、擅長掌握其他官吏的是非把柄，黃德濂將其治罪如律。
- 朔平當地民俗盛行天葬，人死後就將屍體棄置在山谷中，任憑狼群殘食。黃德濂嚴厲禁止之，風俗於是轉變。

十年（1830年）：山西朔平府知府，十二月署理冀寧道。
歷署汾州府知府、太原府知府。改蒲州府知府。此時蒲州爆發鹽案，人民與官吏內鬨。黃德濂上任後安撫吏民，安定如舊。
署理河東道，兼管鹽務。黃德濂改革鹽法，鹽戶、鹽商遵循到清末仍稱許其便利。
十三年（1833年）：正月以父親年老請求終養告歸。
- 趙城縣縣民曹順謀逆，中央以黃德濂之前署理河東道時失察亂民，議處降一級。後丁父憂。

服闕，拜謁吏部。道光帝某一日突然回想起黃德濂，詢問大學士湯金釗：「故御史黃德濂素能其職，今何官？」湯金釗全部據實回答。旋即分發雲南以同知或直隸州知州用。
十九年（1839年）：署理雲南開化府同知。
- 開化府轄下的儂人部落性格蠻橫無禮，時常有人白晝搶劫；黃德濂諭示府縣居民互相團結、遇賊格殺勿論，於是盜案數量遞減。

二十年（1840年）：補霑益州知州。
- 在霑益州任上四十天，大得民心。民政才幹被上級官員讚賞，但未能進一步發揮長才，凡是邊境州府有險惡難以處理的事情就派黃德濂前往。

二十三年（1843年）：署雲南永北直隸廳同知。
- 七月，上諭黃德濂辦事效率謬著，立即解任[6]。後改開化府安平廳同知。
- 頻繁調職，黃德濂仍安適自如，所到任之處必有實際政績。

二十五年（1845年）：安平廳同知。七月升順甯府知府要缺，署永昌府。
- 此時永昌府回民叛亂，雲貴總督賀長齡檄命黃德濂署理永昌府，回民隨即接受安撫。亂平，回任順甯府。

二十六年（1846年）：順甯府知府。
- 緬甯州回民張富等人再度反叛，勢力大幅擴張；黃德濂率兵討伐，迅速擊敗並斬殺張富，叛亂首領馬效青、海老陝也就擒。道光帝降旨優敘，賞戴花翎。

二十七年（1847年）：六月十四日擢陝西督糧兼西乾鄜道。
二十九年（1849年）：西乾鄜道。四月八日送吏部引見離任，不久後病卒。

## 家庭及關聯
- 父：黃崇贊。
- 子：黃渥田，舉人。
- 孫：黃自元，同治七年榜眼，官至甘肅甯夏府知府。
- 曾孫：黃鳳岐，光緒二十年進士，官知府。